# De zonnekinderen

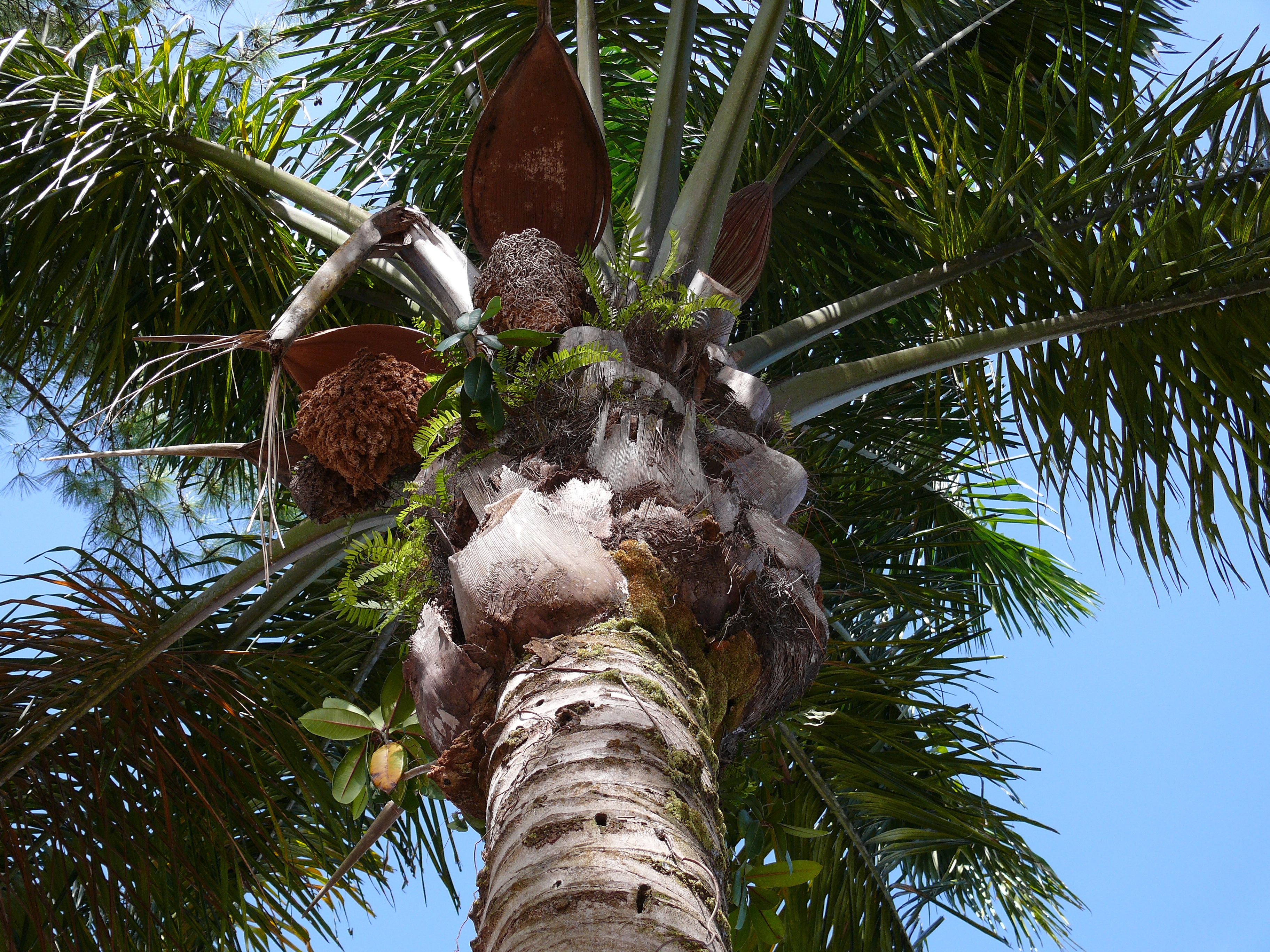
Maripa-palm

De zonnekinderen is een volksverhaal uit Suriname.

## Het verhaal
Voor de grootvader van de grootmoeder van de verteller geboren was, zocht een meisje vruchten in het bos. Ze had een moetete op haar rug en vond het ei van een powisi-vogel. Ze kwam bij een boom vol vruchten, maar deze hingen hoog en ze viel achterover op het ei. Het ei brak en had twee dooiers, het eigeel stroomt langs haar rug. Ze rent naar huis en ze wast zich, daarna rust ze uit in haar hangmat. Dan komt een vreemde Indiaan en vertelt Weju, de zon, te zijn. Weju vertelt het meisje dat ze de moeder van zijn kinderen zal worden. Ze zal een tweeling op de wereld zetten en ze zullen Weju altijd volgen. Weju vertelt het meisje nog altijd naar de stemmen van de tweeling te luisteren, zij zullen de weg wijzen.
Weju vertrekt in westelijke richting en de volgende ochtend komt de zon op in het oosten. De ongeboren kinderen roepen dat het meisje bloemen moet plukken en dit doet ze. Ze volgt op deze manier de zonneweg en ze prikt zich aan enkele dorens. Ze slaat een weg in waar geen bloemen bloeien en de zonnekinderen roepen niet meer om bloemen. De zonnekinderen beseffen dat het meisje de weg van de maan heeft gekozen. 's
Avonds komt ze bij een hut en een paddengrootmoeder roert in de pot met pepersoep. Het meisje vraagt of ze mag blijven slapen en wat te eten kan krijgen. De paddengrootmoeder zegt dat ze snel weg moet gaan, voordat haar man het meisje opeet.
Het meisje legt uit dat ze de zon zoekt en de ongeboren kinderen van Weju draagt. De paddengrootmoeder krijgt medelijden met het meisje en verbergt haar in de pot met pepersoep. De paddengrootvader ruikt Indianen en tilt het deksel van de pot met pepersoep. Hij doodt het meisje met één slag. De zonnekinderen komen tevoorschijn en smeken de man om hen te sparen. De paddengrootvader laat hen leven en de paddengrootmoeder zorgt voor de tweelingjongens. De tweeling is in één maand zo groot geworden als jongens van twaalf.
Op een dag vertelt de tweeling dat ze op zoek gaan naar hun vader en paddengrootmoeder is erg verdrietig. Paddengrootvader wordt kwaad en kan nog één jongen te pakken krijgen, de jongen wordt gedood. De andere jongen roept een zonnepapegaai te hulp en wordt door de vogel in een hoge maripa-palm gezet. Een reuzin wil de vruchten kappen en ziet het kleine aapje. Ze bindt het diertje op de tros vruchten en komt met reuzenstappen bij een uitgestrekte savanne. De reusachtige dochter zit in een enorme hut en wil het aapje huden als huisdier. De oude reuzin geeft toe en de jonge reuzin verzorgt de jongen goed.
Op een dag hoort de jongen dat hij opgegeten zal worden en hij vlucht naar de rivier. Hij schiet met pijl-en-boog een kleine vis en besmeert het dier met tulala. Hij brengt de vis naar de hut en de jonge reuzin vindt dit knap, maar de oude is niet onder de indruk van de kleine vis. De jongen zegt dat de vis eerst gekookt moet worden en de vis wordt groter in het kokende water. Beide reuzinnen eten van de vis en hebben genoeg te eten. De zonnejongen moet elke dag op jacht en smeert elke vis, vogel of konijn in met tulala.
Op een dag schiet de jongen een hoen zonder staart en snijdt de vleugels af. Hij oefent met vliegen en op een dag gaat hij naar de rivier en stapt in zijn korjaal. De jongen doet zijn vleugels aan en vliegt naar de hemel. Hij hoort de stem van zijn vader, die zegt hem naar zijn broertje te brengen. Weju vertelt dat hij zijn andere zoon heeft gehaald, voordat de reus hem dood kon slaan. Het is de avondster geworden en zijn broer zal de morgenster zijn. Elke heldere nacht kan de jongen 's morgens de zonnekinderen aan de hemel zien.

## Achtergronden
- Het verhaal is gebaseerd op een Caraïbische legende (Wejumakon).
- Een andere versie van het verhaal staat in Mythen en Sagen uit West-Indië (de zon en zijn beide tweelingzoons).
- A.C. Cirino vertelde dat er reuzen zijn geweest die gehele dorpen konden verhuizen, dit heeft erg veel verdriet veroorzaakt in de Caraïben.
- In andere verhalen is het de maan die af en toe naar de aarde komt. Soms komt de maan in de gedaante van een koningsgier. De maan speelt met de kinderen en neemt ze mee terug naar zijn rijk om sterren van ze te maken.
- Tulala is een tovermiddel.
- De vliegende ontsnapping van de jongen doet denken aan de gevangengenomen Icarus en Daedalus uit de Griekse mythologie.